# Генерали піщаних кар'єрів
«Генерали піщаних кар'єрів» (англ. The Sandpit Generals, також англ. The Defiant і англ. The Wild Pack) — американська драма 1971 року режисера Голла Бартлетта за романом «Капітани піску» Жоржі Амаду.
У фільмі розповідається про долі безпритульних підлітків однієї з численних груп у Бразилії, які, щоб вижити, змушені красти, жебракувати, поневірятися по смітниках і скоювати тяжкі злочини. Їхня група знайшла притулок біля піщаних дюн на березі океану, через що отримала назву «Генерали піщаних кар'єрів».
«Генерали піщаних кар'єрів» залишилися в США практично непоміченими через очевидну антикапіталістичну спрямованість. Але через бойкот Американською асоціацією професіоналів кіно 7-го Московського міжнародного кінофестивалю цей малобюджетний фільм потрапив до конкурсної програми фестивалю і, хоча жодної нагороди не здобув, після виходу в прокат у СРСР став культовим.

## Сюжет
Група безпритульних підлітків знайшла прихисток на складі серед піщаних дюн на березі океану. У народі їх називають — «генерали піщаних кар'єрів». Священник Хосе приносить їм трохи їжі. Пізніше ватажок Педро Булліт влаштовує пограбування заможного будинку. Оскільки «генералів піщаних кар'єрів» розшукує поліція, скупник краденого відмовляється далі користуватися послугами малолітніх злодіїв.
Блукаючи берегом, Педро бачить дівчину та намагається її зґвалтувати, але потім передумує. Він застерігає її не ходити більше в тому місці. Дівчина проклинає Педро завжди жити в бідності. Інші «генерали» незабаром зустрічають у місті сироту Дору, що намагається вижити з малим братом. Педро, згадавши прокляття, вирішує допомогти старшій за нього Дорі, прийнявши її в «генерали піщаних кар'єрів». Він забороняє будь-кому чіпати її, а Дора піклується про банду.
Найменший з «генералів піщаних кар'єрів» на прізвисько Безногий (він кульгає) втирається в довіру до власниці маєтку. Його завдання полягає в тому, щоб влаштуватися прислугою та розвідати обстановку для подальшого пограбування. Після пограбування Безногому стає соромно, що він обманув людей, і Педро пропонує йому лишитися в маєтку. Проте Безногий врешті повертається в банду.
Коли один з безпритульних хворіє, Хосе вирушає за лікарем. Але церковна влада не бажає лікувати ймовірного злочинця та позбавляє Хоче священницького сану.
Під час наступного пограбування Дору та Педро Пулю ловить поліція. Педро опиняється у виправній колонії, де від нього вимагають виказати де решта «генералів». Його б'ють, а потім кидають у яму без їжі та води. Педро не зізнається, його поміщають до звичайної камери. Потім він отримує записку від товаришів про те, що Дора перебуває в притулку та хвора на хворобу, яка  перебігає з гарячкою. Педро тікає вночі з колонії та разом з «Професором» забирає її на склад.
Але Дора несподівано помирає і «генерали» влаштовують її похорони. Педро опускає тіло Дори в море. Він веде безпритульних до палацу губернатора, вимагаючи їх вислухати. Поліцейські ціляться у Педро і лунає постріл.

## Ролі виконували
- Хуарес Сантальво — Педро Булліт
- Джон Рубінштейн — «Професор»
- Фредді Гедеон — Альміро
- Адемір да Сильва — Великий Джон
- Тіша Стерлінг — Дора
- Джиммі Фрейзер — Брат Дори
- Еліана Пітман — Далва
- Дорівал Кайммі — Джон Адам
- Патрік Буч — «Безногий»
- Фелікс Яворський — Хосе Педро

## Саундтрек
У фільмі була використана пісня бразильського автора Дорівала Кайммі «Сюїта рибалки» (порт. Canção da Partida), яка була написана ще 1957 року і яка теж стала дуже популярною у СРСР під назвою «Генерали піщаних кар'єрів» з російським текстом, написаним радянським поетом і музикантом Юрієм Цейтліним і тематично пов'язаним з сюжетом фільму.